# تلمبه باقرآباد
تلمبه باقرآباد یک منطقهٔ مسکونی در ایران است که در دهستان فردوس (رفسنجان) واقع شده‌است.